# Тищук Павло Ігорович
Павло Ігорович Тищук (нар. 28 червня 1997, Ужгород, Україна) — український футболіст, правий вінґер «Минаю».

## Життєпис

### Ранні роки
Народився в Ужгороді. Вихованець місцевої СДЮСШОР та ФК «Середнє». Дорослу футбольну кар'єру розпочав 2014 року в складі «Середнього». З 2014 по 2017 рік виступав за юнацькі та молодіжні склади «Говерли», «Скали» (Стрий) та «Олімпік» (Донецьк). У 2016 році знову виступав у чемпіонаті Закарпатської області, за «Спартакус» з обласного центру.
Наприкінці липня 2017 року вперше виїхав за кордон, до Словаччини в нижчоліговий «Горне Саліби» з однойменного села. Наступного року повернувся до України, де знову виступав за «Середнє» в чемпіонаті Закарпатської області. На початку квітня 2019 року підписав контракт з чеським «Стара Ржище», де виступав у нижчих лігах чемпіонату Чехії за першу та резервну команди.

### «Ужгород»
Наприкінці лютого 2020 року повернувся до України, де уклав договір з «Ужгородом». У футболці команди з обласного центру дебютував 29 серпня 2020 року в переможному (2:0) домашньому поєдинку першого раунду кубку України проти чернівецької «Буковини». Павло вийшов на поле в стартовому складі та відіграв увесь матч. У Другій лізі України дебютував 6 вересня 2020 року в переможному (1:0) домашньому поєдинку 1-го туру групи А проти «Оболоні-Бровар-2». Тищук вийшов на поле в стартовому складі, а на 46-й хвилині його замінив Роман Цень. Першим голом у дорослому футболі відзначився 21 листопада 2020 року на 77-й хвилині переможного (5:0) виїзного поєдинку 12-го туру групи А Другої ліги України проти львівських «Карпат». Павло вийшов на поле на 70-й хвилині замість Дениса Скотаренка. У сезоні 2020/21 років зіграв 18 матчів (2 голи) в Другій лізі України та 1 поєдинок у національному кубку. У сезоні 2020/21 років допоміг команді посісти друге місце в групі А Другої ліги України та підвищитися в класі.
У Першій лізі України дебютував 24 липня 2021 року в програному (6:0) домашньому поєдинку 1-го туру проти франківського «Прикарпаття». Тищук вийшов на поле на 63-й хвилині замість Віктора Хомченка. До початку повномасштабного вторгнення Росії на територію України встиг зіграти 11 матчів у Першій лізі України. Наприкінці грудня 2021 року став одним з 10 гравців, які залишили ужгородський клуб. З 2022 по 2023 рік знову виступав на аматорському рівні, спочатку за стрийську «Скалу 1911» в чемпіонаті Львівської області та аматорському чемпіонаті України, а згодом за «Вільхівці» у чемпіонаті Закарпатської області.

### «Минай»
На початку лютого 2024 року підписав контракт з «Минаєм». У футболці команди з однойменного села дебютував 12 березня 2024 року в програному (0:2) виїзному поєдинку 21-го туру Прем'єр-ліги України проти донецького «Шахтаря». Павло вийшов на поле на 84-й хвилині замість Владислава Вакули.

## Особисте життя
Батько гравця, Ігор Тищук, військовий комісар. Починаючи з 2015 року він по черзі очолював спочатку Тячівський, а потім Ужгородський районні військкомати. До цього чоловік проходив службу на різних посадах в обласному військовому комісаріаті Закарпаття. Як начальник Ужгородського РТЦК та СП у 2024 році підозрювався СБУ у вимагання хабарів для уникннення призову через підроблені висновки ВЛК і зняття з обліку.